# Eduardo Romero Paz
Pour les articles homonymes, voir Paz.
Eduardo Romero Paz, mort à Séville en 1900, est un homme politique espagnol.

## Carrière
Membre du Parti libéral aux élections générales de 1886, il est élu représentant de Dénia au Congrès des députés, avec l’appui de Joaquín Orduña. Aux élections de 1891 il échoue, mais est de nouveau élu pour la même circonscription en 1886 et 1898.